# Alstroemeria aurea
Alstroemeria aurea là một loài thực vật có hoa trong họ Alstroemeriaceae. Loài này được Graham miêu tả khoa học đầu tiên năm 1833.